# Лучано Скуадроне
Лучано Гастон Скуадроне (на испански: Luciano Gastón Squadrone) е аржентински футболист, който играе на поста централен защитник. Състезател на Берое.

## Кариера
Скуадроне е бивш играч на Естудиантес, Ел Ехидо и Линарес.
На 30 юни 2023 г. Лучано е обявен за ново попълнение на старозагорския Берое. Дебютира на 14 юли при победата с 1:2 като гост на Пирин (Благоевград).